# سعيد حلمي
سعيد حلمي (1939 - 2021) ممثل جزائري اشتهر بلكنته القبائلية. واسمه الحقيقي سعيد براهيمي، أما «حلمي» فهو لقبه الفني.

## الحياة الفنية
بدأ سعيد، المولود سنة 1939 بنواحي تيزي وزو، حياته الفنية مبكرا. حيث شارك في برامج إذاعية للأطفال، وكانت له برامج إذاعية حول المسرح بثت على أمواج الإذاعة الجزائرية - القناة الثانية - الناطقة بالأمازيغية من بينها حصة «اقرداش».
شارك سعيد أيضا في أعمال سينمائية وتلفزيونية من بينها :
- فيلم علي في بلاد السراب (1979) الذي أخرجه أحمد راشدي.
- فيلم دوار النسا (2005) للمخرج محمد شويخ.

كما شارك أيضا في عدة أعمال درامية مثل «ادي ولا خلي» (أي خذ أو دع).

## الوفاة
توفي الفنان سعيد حلمي بمدينة الجزائر العاصمة، في 4 أغسطس 2021 وقد ناهز 82 سنة، متأثرا بإصابته بفيروس كورونا.
وقد بعث رئيس الجزائر، السيد عبد المجيد تبون، برسالة تعزية جاء فيها :
وجاء في تعزية لوزيرة الثقافة وفاء شعلال « وإذ تعزي الوزيرة الساحة الفنية وأهلها بوفاة الفنان الكبير عموما، وعائلته خصوصا، فإنها تحيي المسار الوطني لجيل حلمي، وتؤكّد أن حضوره سيبقى في ذاكرة الأجيال من خلال عشرات الأعمال الفنيّة.إنا للّه وإنا إليه راجعون.»